# Aulonocranus dewindti
Aulonocranus dewindti es una especie de peces de la familia Cichlidae en el orden Perciformes. Es la única especie del género Aulonocranus.

## Morfología
Los machos pueden llegar alcanzar los 14 cm de longitud total.

## Hábitat
Es una especie de clima tropical entre 24 °C - 26 °C de temperatura.

## Distribución geográfica
Se encuentran en África: lago Tanganika y ríos Lukuga y Rusisi.